# 克洛林達·馬托·德·圖內爾
克洛林达·马托·德·图内尔（西班牙語：Clorinda Matto de Turner，1952年11月11日—1909年10月25日）是秘鲁作家、记者。秘鲁土著主義文學的先驅之一。

## 生平
克洛林达·马托·德·图内尔於1852年11月11日出生於庫斯科大區科亞區的保柳·奇科莊園（Hacienda Paullu Chico）家族宅邸，其祖父是库斯科高等法院的法官曼努埃尔·T·马托，1854年12月30日，她在庫斯科主教座堂的聖殿堂受洗，名為格里玛内薩·瑪蒂娜（Grimanesa Martina）。然而，她後來使用了“克洛琳達”這個名字，並以此名為人所知。
在十歲時，她的母親格里玛內薩·康塞普西翁·烏桑迪瓦雷斯（Grimanesa Concepción Usandivares）去世，克洛林达·马托·德·图内尔被迫辍学在家，照顧她的兩個弟弟拉蒙·塞貢多·大衛（Ramón Segundo David）和拉蒙·丹尼爾（Ramón Daniel）。在此期间，她有更多的机会接触在地的大自然，並與當地原住民社區建立了更緊密的聯繫，还学会了克丘亞語，为其日后投身土著主义文学创作奠定了基础。